# Sandong, Guangdong
Sandong (kinesiska: 三栋) är en köping i sydöstra Kina. Den ligger i stadsdistriktet Huicheng i staden Huizhou i provinsen Guangdong, omkring 120 kilometer öster om provinshuvudstaden Guangzhou. Antalet invånare är 35 410. Befolkningen består av 15 893 kvinnor och 19 517 män. Barn under 15 år utgör 15,0 %, vuxna 15-64 år 78 %, och äldre över 65 år 5,0 %.